# Ґертьян ван Дорн
Ґертьян ван Дорн (3 лютого 1999 , Лейдердорп, Південна Голландія ) — нідерландський веслувальник, срібний призер Олімпійських ігор 2024 року, призер чемпіонатів світу та Європи.

## Виступи на Олімпіадах
| Олімпіада  | Дисципліна | Місце |
| ---------- | ---------- | ----- |
| Париж 2024 | вісімки    | 2     |